# Skordiów
Skordiów – wieś w Polsce położona w województwie lubelskim, w powiecie chełmskim, w gminie Dorohusk.
| SIMC    | Nazwa    | Rodzaj    |
| ------- | -------- | --------- |
| 0102870 | Konotopa | część wsi |
| 0102887 | Krzyżno  | część wsi |
| 0102893 | Rumianka | część wsi |

W latach 1975–1998 miejscowość administracyjnie należała do województwa chełmskiego. 
Wieś jest sołectwem w gminie Dorohusk. Według Narodowego Spisu Powszechnego (III 2011 r.) liczyła 117 mieszkańców.
Wierni Kościoła rzymskokatolickiego należą do parafii św. Jana Nepomucena w Dorohusku.

## Historia
Skordiów – dawniej pisano Skordjów a także Skordyów. W wieku XIX występuje w Słowniku geograficzneym Królestwa Polskiego z roku 1889  jako folwark i wieś w powiecie chełmskim, gmina Turka, parafia Świerze. Odległa 16 wiorst od Chełma. Folwark Skordjów w r. 1877 oddzielony od dóbr Dorohusk. Wieś Skordjów Ostrów  posiadała wówczas 12 osad i 69 mórg wchodziła w skład dóbr Dorohusk. Pod wsią Skordjów i Klesztów płynie Skordjówka, rzeczka w powiecie chełmskim, uchodząc do rzeki Udal, lewego dopływu Bugu.